# Enziskenzis
Enziskenzis – jedyny album studyjny polskiego kolektywu hip-hopowego Szybki Szmal, wydany w 2001 roku nakładem oficyny Promil.

## Lista utworów
1. Źli i dobrzy
2. Sorry Zapomniałem
3. Prywatki remix
4. To proste jak
5. Ważniejsze czyny niż słowa
6. Emocje
7. Nawet o tym nie myśl
8. Słodkie ciastko
9. Ema
10. Nie mów bounce
11. To musiał być stemplo
12. Tylko jedno
13. Bez ograniczeń
14. Pozytyw
15. Czy tak musiało być
16. Chce być wielki
17. No co?
18. Zriwkienzis